# Michael Barkai
Michael (Yomi) Barkaí (ebraică מיכאל  ברקאי — Barkaí se citește cu accentul pe „i”; nume la naștere Mihail Bursuc; n. 26 ianuarie 1935, București, Regatul României — d. 28 mai 1999, Israel) a fost un ofițer de marină militară israelian, cu gradul de contra-amiral.
A fost comandant al flotei militare israeliene, decorat cu o distincție specială (medalia pentru serviciu exemplar — „Itur le'mofet”) pentru faptele sale de armă în calitatea de comandant al flotilei de vedete purtătoare de rachete în Războiul de Yom Kippur din octombrie 1973.

## Copilăria și tinerețea
S-a născut ca Mihail Bursuc, fiul cel mai mare al lui Moise  (Moshé) și Rahel Bursuc, evrei din București. În copilărie, a fost martor la discriminările legiferate și la manifestările de violență contra evreilor din București din timpul guvernării de tip fascist în România  (1940-1944). În  decembrie 1947, la vârsta de 12 ani, împreună cu părinții și cu fratele său mai mic Avram (Bumi), a emigrat spre Palestina, aflată atunci sub regimul mandatar britanic, la bordul vaporului "Pan Crescent" (cunoscut mai târziu ca "Atzmaut"). Vasul a fost interceptat în largul mării de către britanici, care din anul 1939 puseseră mari restricții asupra imigrației evreilor în Palestina, iar pasagerii, considerați imigranți ilegali, între care și familia Bursuc, au fost internați intr-o tabără de detenție în Cipru. În acea tabără, copilul Michael, zis și Yumi, a trecut ceremonia evreiască de pasaj la maturitate Bar Mițva.
Ulterior, după întemeierea în Palestina a statului evreiesc Israel, Michael și ai săi, eliberați din Cipru, au putut în sfârșit să ajungă la destinația dorită și s-au stabilit în localitatea Bat-Yam, la sud de Jaffa.
Părinții au lucrat din greu pentru a asigura subzistența familiei, iar Michael, încă în anii de școală, i-a ajutat lucrând ca pescar sau curier pe bicicletă, precum și la întreținerea bărcilor cu pânze.  
La Bat-Yam și-a descoperit Michael vocația pentru mare si sporturile maritime, în cadrul clubului „Ha'poel” Bat-Yam. Mulți din tovarășii săi de canotaj din adolescență vor deveni mai târziu ofițeri în flota comercială sau căpitani pe vapoarelor de pescuit. În copilăria sa la Bat-Yam  a făcut cunoștință  Michael și cu sculptorul Igal Tumarkin iar prietenia lor a dăinuit până la sfârșitul vieții.
Școala elementară a făcut-o la „Tahkemoni” în Bat-Yam , iar studiile liceale și pregătirea pentru bacalaureat le-a făcut la seral. A învățat aproape de unul singur matematica și limba engleză, precum și cântatul la chitară și jocul de bridge.

## Serviciul în flota militară
Michael,care în Israel a adoptat, numele de familie ebraic Barkaí, (aducând pe undeva cu numele de familie precedent și cu cuvântul românesc barcă, dar însemnând de fapt în ebraică "Luceafărul de dimineață" sau în contextul din tratatul talmudic Yoma - „strălucitor ca fulgerul”), s-a înrolat în anul 1955 în flota militară și după doi ani a terminat a cincea promoție israeliană de ofițeri de marină, servind în ultimul an de armată în baza navală de la Eilat. 
În 1958 s-a căsătorit cu Rahel, cu care va avea doi copii.

### În flotila desubmarine
În anul 1959 s-a alăturat Michael Barkaí voluntar la flotila de submarine. A fost repartizat pe submarinul „Rahav” în postul de căpitan de torpedo. sub comanda maiorului Hadar Kimhi. Primului său fiu care s-a născut în acel an i-a dat numele submarinului, Rahav. În  1963 a fost promovat ca adjunct al  comandantului  submarinului, Yaakov Raanan, care mai târziu a devenit comandant al submarinului cu tragic sfârșit ,"Dakar".
În perioada de așteptare de dinaintea izbucnirii Războiului de Șase Zile din  1967 Michael Barkaí s-a întors de la un curs de comandanți la academia militară și a fost numit comandant al submarinului „Rahav”, deși acesta era deja uzat. Comandamentul flotei intenționa să pună în funcție submarinul numai cu scopul de a deruta serviciile de informații arabe și a da aparența că e vorba de un submarin activ. Barkaí a inițiat și realizat repunerea în funcție a submarinului Rahav pemtru lupta cu alte submarine și în acest scop i-a atașat un sonar și o instalație de lansare de grenade anti-submarin
In 1967 Barkaí a fost trimis, împreună cu fratele sau Avraham (Bumi), care alesese aceeași carieră, la cursul de comandanți de submarine al flotei militare britanice. pe care l-a terminat cu succes. Apoi a fost postat la Portsmouth cu misiunea de a fi adjunctul comandantului submarinului „Livyatan”. În decembrie 1967 l-a înlocuit pe maiorul Zeev Almog la comanda acestui din urmă submarin. A făcut aceasta până în august 1968, aplicând pe acest submarin metode noi de luptă și cooperând cu luptătorii faimosului comando marin 13.

### Dispariția submarinului Dakar, o tragedie personală
Când la 25 ianuarie1968 Barkai a primit știrea pierderii legăturii cu submarinul Dakar, submarinul Livyatan pe care îl comanda și care făcea parte din aceeași serie de producție (britanică) ca și „Dakar” executa antrenamente în largul mării. Barkaí înțelese că a avut loc o nenorocire, inclusiv o tragedie personală, pentru că pe bordul submarinului dat dispărut se afla, alături de alți 68 membri ai echipajului, și unicul său frate Avraham Bumi Barkaí care îl seconda pe comandant. Și totuși, a fost de părere că submarinul său Livyatan trebuie să-și continue activitatea pentru ca echipajul să nu-și piardă încrederea în el.
Contra-amiralul Shlomo Arel, care comanda atunci flota militară a Israelului, s-a aflat în fața unei grele dileme grele în legătură cu acest caz, dar, și-a însușit opinia lui Barkai, apreciindu-i profesionalismul, și a aprobat continuarea fără întrerupere a  activității submarinului Livyatan. Ulterior această decizie  e considerată a fi avut o însemnătate covârșitoare pentru viitorul opțiunii submarine în planurile de apărare ale Israelului.

### Flotila de vedete purtătoare de rachete
După o ședere scurtă în baza navală de la Așdod(Ashdod), în anul 1971 s-a mutat Barkai la conducerea flotilei de vedete purtătoare de rachete. Pagina cea mai glorioasă a serviciului său militar a fost comanda vedetelor purtătoare de rachete în Războiul de Yom Kippur.
Când a primit comanda flotilei, ea număra 12 vedete de tip Saar2 și Saar 3, ce fuseseră construite în șantierele navale Cherbourg din Franța, și două nave Saar 4, mai mari, construite în Israel. Navele au fost repartizate în patru batalioane și staționate în baza navală din Haifa. Barkai moștenise de la comandantul precedent Shabtay Levi, o flotilă cu o metodică de luptă clară, bine antrenată, însă la nivelul vedetei izolate.
După metodica de luptă a lui Barkai, flotila trebuia antrenată la nivel colectiv de atac coordonat al tuturor vedetelor componente. În acest scop, a dezvoltat Barkaí tema „controlului forței” și a înființat un colectiv de comandanți care să-l asiste pe comandantul flotilei. Pentru a înrădăcina subiectul „”controlului asupra  forței”, a procedat la analize sistematice ale tuturor  evenimentelor, exercițiilor și  antrenamentelor împreună cu toți ofițerii flotilei, cu tragerea învățăturilor necesare. Aceste ședințe de analiză deveniseră notorii pentru  profesionalismul lor strict și pentru abordarea  critică fără menajamente.
Barkai a insistat ca orice comandant de vedetă care pornește la o acțiune să discute dinainte, personal, cu comandantul flotei militare. Atmosfera de dezbatere deschisă făcea ca contra-amiralul  Binyamin Telem, noul comandant al flotei, să devină el însuși mai sigur de capacitatea vedetelor.  Pretențiile pe care le avea Barkai de la comandanții vedetelor, el le-a formulat simplu „răspunde-mi personal, prin aparat, fii la fața locului, și lovește în inamic”. Datorită metodelor de luptă pe care le-a introdus se puteau compune forțe operative, în așa fel ca unii comandanți sa poată ieși în misiune pe bordul altor nave decât cele pe care le comandau în mod curent.
Această concepție de utilizare a vedetelor purtătoare de rachete, în vremea lui Barkai, obliga la o atitudine ofensivă  pentru crearea de avantaj tactic: alegerea momentului și locului bătăliei. În vreme ce pentru cei din flota militară funcția ofensivă a navelor devenise înțeleasă de la sine, în ochii  statului major al armatei misiunea flotei militare trebuie să fie doar una defensivă - apărarea coastelor  maritime ale statului. Punerea in practică a planurilor de atac ale vedetelor de asalt nu a fost aprobată din acest motiv, cu toate ca dispuneau de informații și experiență din antrenamente. 

### Războiul de Yom Kipur. Bătăliile de la Latakya si Dumyat

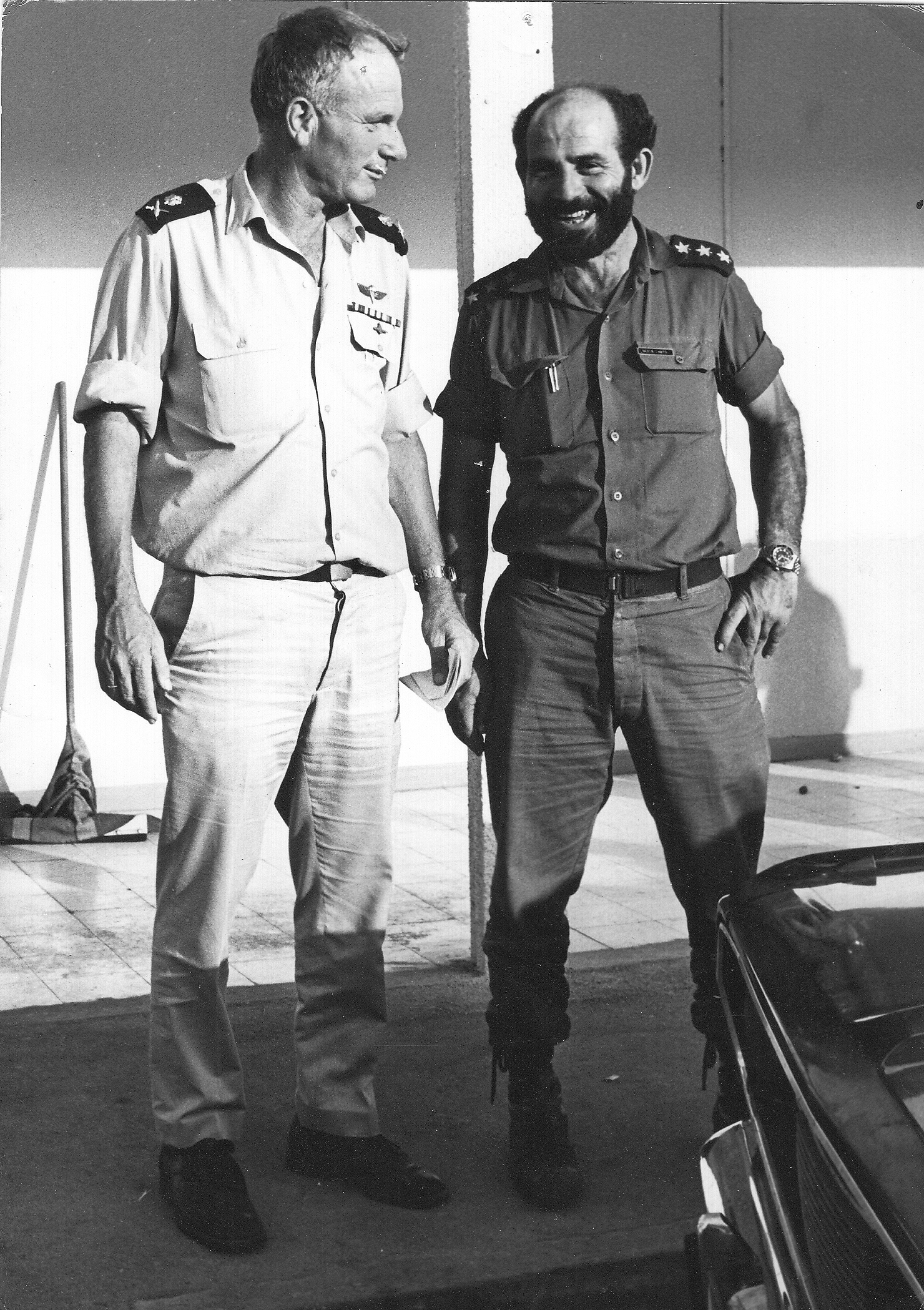
Barkai (la dreapta), în calitate de comandant al flotilei de vedete cu rachete, împreună cu comandantul flotei militare de atunci, Binyamin Telem, la 8 octombrie 1973, după lupta de la Latakya

Concepția lui Barkai în acționarea vedetelor cu rachete, a permis ca după izbucnirea neașteptată a războiului de Yom Kippur, când opinia publică era pătrunsă de o atmosferă sumbră, comandantul flotei militare, contraamiralul Telem, să-l poată convinge pe șeful marelui stat  major David Elazar să permită acțiuni ofensive pe mare.
Comandamentul flotei a putut să antreneze vedetele în așa fel încât în toate bătăliile navale cu sirienii și cu egiptenii Israelul să aibă avantaj numeric și să obțină o victorie clară asupra dușmanului. Sub comanda sa israelienii au reușit la 7 octombrie1973, în dreptul portului Latakia să scufunde 3 vedete purtătoare de rachete, o vedetă torpiloare și un puitor de mine siriene. Apoi în lupta de lângă Dumyat, în Egipt flotila lui Barkaí a scos din uz 3 din cele 4 vedete egiptene. Drept urmare, până la sfârșitul războiului toate navele inamice se retrăseseră în porturile lor si se mulțumeau cu trageri de focuri de tun din zona coastei.
Pentru modul în care a condus activitatea flotilei cu rachete în războiul de Yom Kippur a primit căpitanul de rangul întâi  Barkai o distincție specială din partea statului - Medalia pentru serviciu exemplar (Itur le'mofet) atribuită până acum în Israel unui număr de 600 militari. La ceremonia de decernare a medaliilor a declarat că primește decorația în numele tuturor luptătorilor din flotila de vedete.

### În statul major al flotei militare
În vara anului 1974 Barkai a fost numit aghiotant al comandantului unității reponsabile de mijloacele de luptă („Maspen Hayam”, ulterior Ramakh Amlakh) din flota militară.
Ulterior a fost numit la comanda acestei unități. În această funcție a inițiat schimbări organizatorice importante în structura statului major al flotei militare. În acea perioadă a crescut pericolul atacurilor dinspre mare din partea unor comandouri ale organizațiilor teroriste palestiniene. Barkai si colaboratorii săi au pus la punct un sistem de seucuritate permanentă, au întărit patrulările și au lărgit plasamentele sistemului de radar. Barkai a făcut numeroase eforturi pentru întemeierea unui corp de patrulări maritime în cadrul aviației militare, care a inclus avioane de patrulare maritimă, purtătoare de radar destinate descoperirii și identificării teroriștilor la o mare distanță de coastă, ele fiind acționate sub conducerea flotei militare.

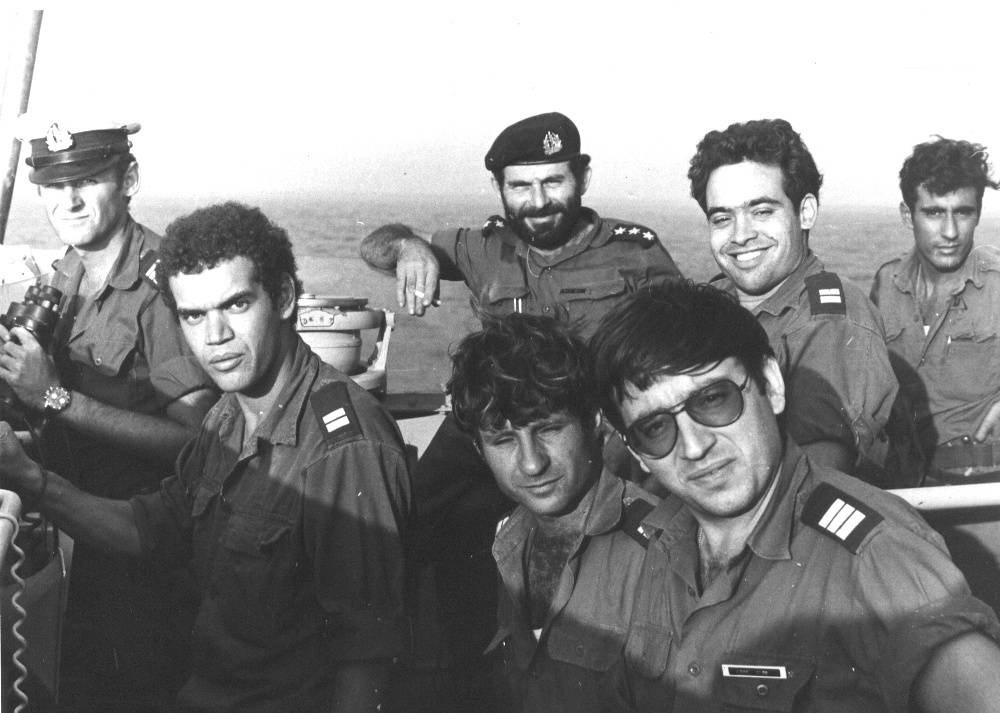
La 7 octombrie 1973, după bătălia de la Latakya, Barkai (în centru, în spate) pe puntea vedetei Saar 2 „AHI Hamezanek”, împreună cu ofițerii navei
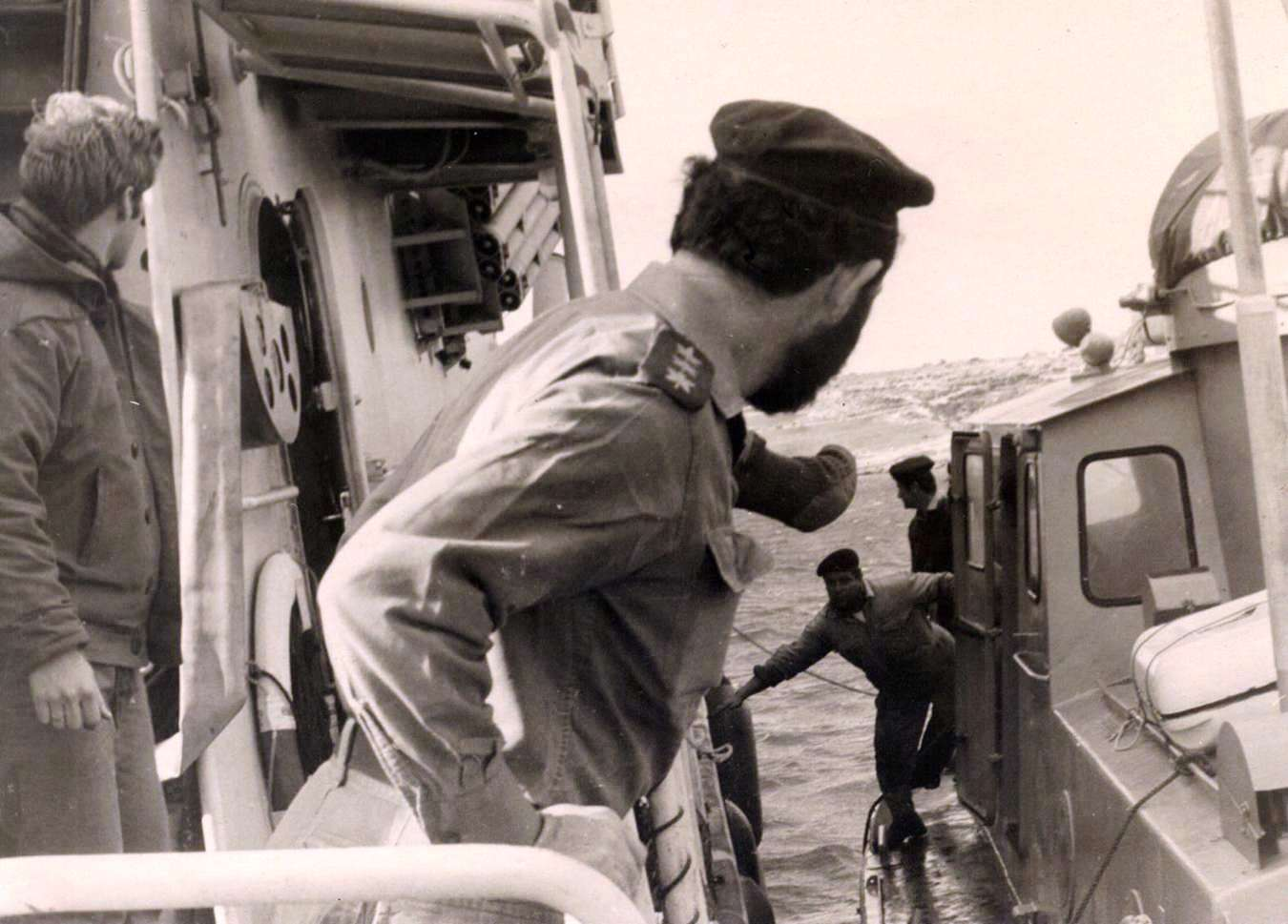
Lt.colonelul Barkai pe puntea vedetei AHI Keshet, întâmpinând barca Pazei maritime din Malta, care îl invită să intre în port
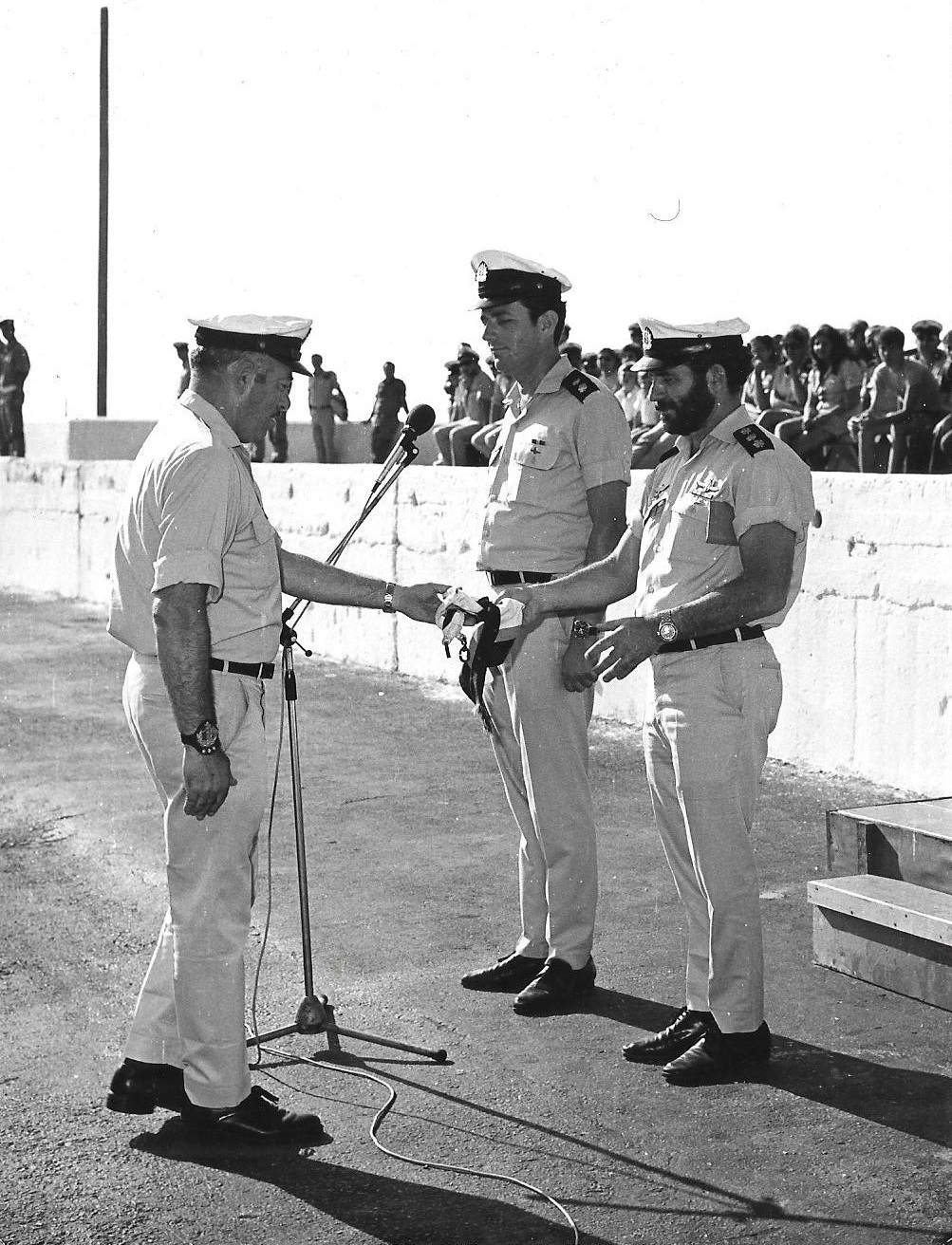
5 iunie  1974 - La încheierea misiunii sale la copmanda flotilei, Barkai primește drapelul comandantului ca suvenir de la plutonierul Mordehai Atzmon; alături este prezent locotonent-colonelul Mikha Lazarus
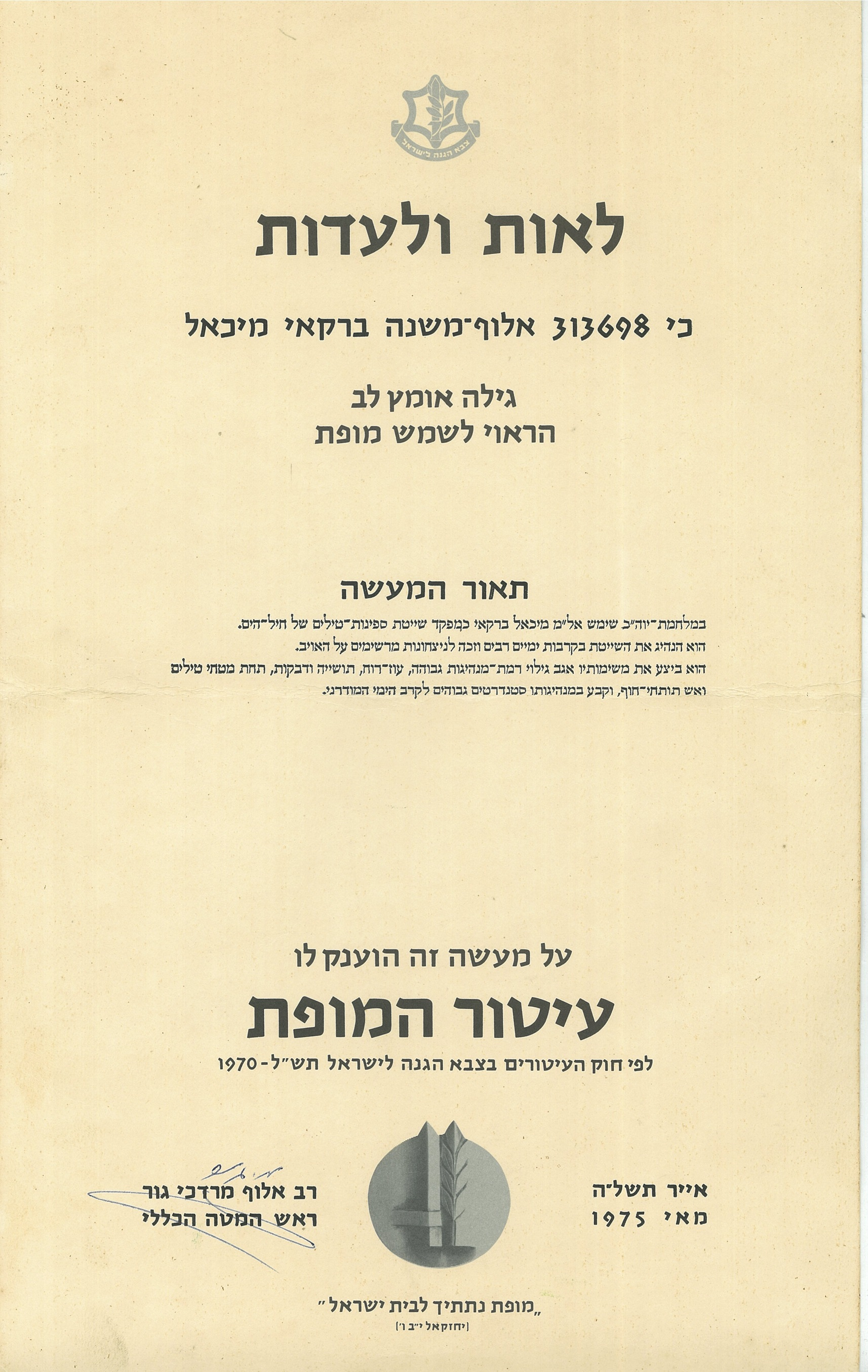
Diploma medaliei primite de Barkai pentru serviciu exemplar în fruntea flotilei de vedete cu rachete, mai 1975.

### Comandant al flotei militare 1976-1978

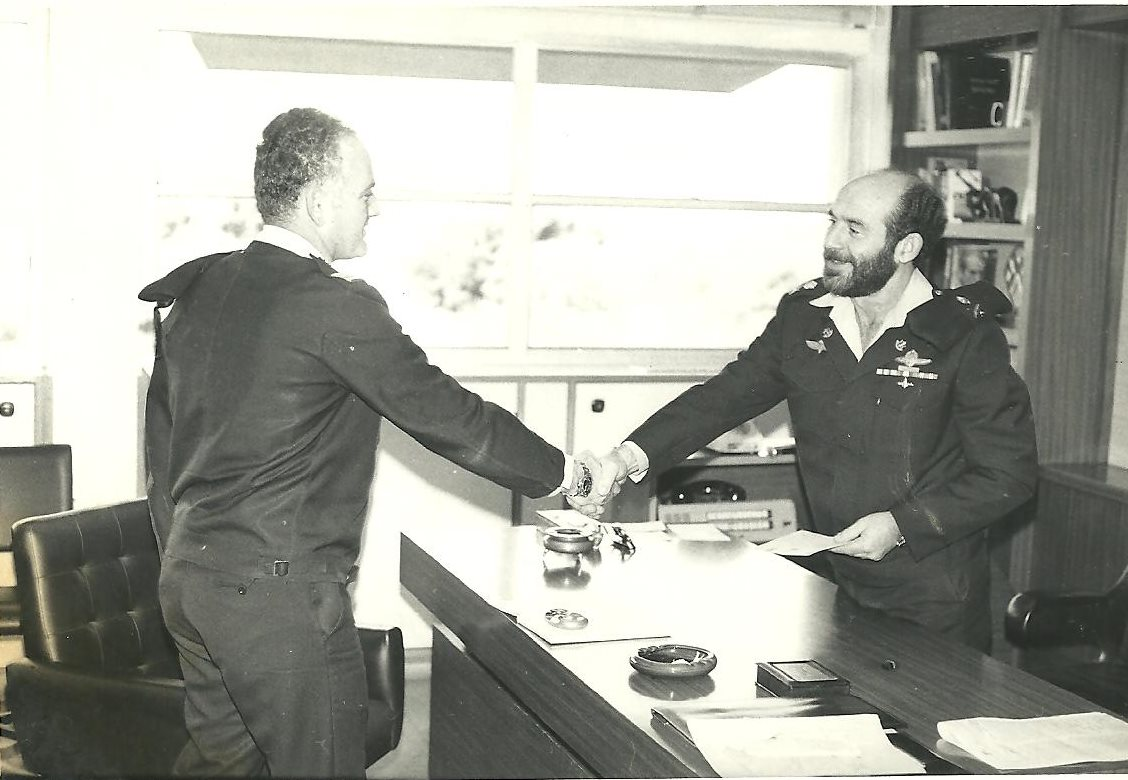
1 ianuarie 1978, Barkai, comandant al flotei militare, conferă gradul de maior lui Amnon Tzur din servicul maritim de informații

În septembrie 1976 Barkai a fost numit comandant al flotei militare israeliene. În această calitate a acționat cu energie la punerea la punct ale aspectelor teoretice ale luptei flotei ca întreg și a planurilor pentru operațiile militare, precum si a sistemului tehnico-logistic. De asemenea  perioada in care a comandat flota, s-a caracterizat printr-un efort prelungit de combatere a organizațiilor teroriste palestiniene.  
Între vasele palestiniene capturate s-a aflat nava „Aghios Dimitrios”, care ajunsese în Golful Eilat. La 11 martie 1978 un comando de teroriști a izbutit să pătrundă pana la litoralul israelian în dreptul kibuțului Maagan Mihael și de acolo a trecut la organizarea atentatului de pe șoseaua litoralului. 
Ca raspuns la acest atentat, Israelul a lansat Operațiunea Litani pentru lichidarea cuiburilor de teroriști palestinieni din sudul Libanului. La operatiune au luat parte toate navele purtătoare de rachete și vedetele de tip Dabur  ale flotei militare. 
Pentru a intelege mai bine caracterul activității unităților de luptă restrânsă,. Barkai a urmat un curs de scafandri. Personal s-a interesat de utilizarea unor elicoptere fără pilot care erau destinate identificării dușmanului și ghidării navelor de asalt  in timpul unor atacuri în zone cu apărare contra avioanelor.

#### Proiectul „Zivanit”
Viceamiralul Binyamin Telem, care l-a precedat pe Barkai la comanda flotei, a dorit să aplice învățămintele luptelor cu rachete și să crească numărul unităților combatante și viteza lor de operație. El a examinat propunerea firmei americane Grumman cu privire la nava Hydrofoil și a privit-o ca una din soluții.
Planurile sale prevedeau dotarea cu 12 nave de asalt și 18 nave Hydrofoil cu aripi portante, care urmau să înlocuiască cele 12 nave de tip „Saar 2” si „Saar 3” al căror serviciu  avea să se termine după 20 ani. De asemenea a planificat construirea unui numar de nave de comandă - așa numitul Proiect „Irit” - mai mari decât navele Saar 4, care să poată purta elicoptere cu și fără pilot.
Ca generație nouă după vedetele de asalt de la Cherbourg au fost alese așa numitele vedete „Snapirit”. Seful Marelui Stat Major, generalul Mordechai Gur a aprobat construirea a două vedete-prototip - așa numitul proiect „Zivanit”. S-a semnat un contract cu compania Grumman cu condiția ca producția în continuare, începând deja cu a doua vedetă, să se facă la Șantierele navale israeliene (Mispenot Israel). 
Alegerea navelor respective s-a făcut însă fără a ști despre numeroasele lor defecțiuni care fuseseră ascunse de flota și Paza de coastă americane.
Integrarea navelor prototipuri s-a făcut după ce Barkai și-a terminat serviciul și au trebuit scoase din funcție după o scurtă vreme.

#### Procesul și destituirea
În anul 1978 generalul Barkai a fost acuzat de tentativă de viol contra unei soldate aflate sub ordinele sale. A fost judecat de un tribunal militar, in fața unui complet de judecată din care au făcut parte  generalul Haim Herzog și judecătorii Shlomo Levin și Yaakov Kedmi, care pentru a judeca în  acest proces au primit grade formale de generali. Acuzarea a fost reprezentată de procurorii militari Shavtay Levi  și Amnon Strashnov. În noiembrie 1978 Barkai a fost suspendat din funcția de comandant al flotei militare până la proces. Dezbaterile au avut loc cu ușile închise, conform unui paragraf privitor la apărarea securității statului. Ziarele au raportat zi de zi asupra martorilor sosiți pentru a fi audiați la proces, între care și soția lui Barkai.
În sentința din ianuarie 1979, Barkai a fost achitat din motive de îndoială rezonabilă, în toate capetele de acuzare. Judecătorii au afirmat ca, deși ei dau crezare versiunii de bază a soldatei, că Barkai ar fi comis actele ce i le-a atribuit, ei nu pot să se bazeze pe spusele ei din cauza tendinței ei de exagerare, și de a amesteca realitatea și imaginația, și din lipsa unei probe care să sprijine afirmația ca Barkai a fost cel care a atacat pe tânără, proba care, în vremea aceea, era necesară pentru condamnare.
În urma procesului Barkai a fost destituit de către ministrul apărării, Ezer Weizman și el și-a încheiat serviciul în armată în anul 1979. Weizman nu a acceptat recomandările lui Barkai cu privire la candidatul potrivit pentru a-i succede în funcție și a comunicat că va sprijini numele propus de Șeful Marelui Stat major, Rafael Eitan. Acesta l-a propus pe generalul Zeev Almog, pe care l-a cunoscut din Războiul de uzură.

## În viața civilă

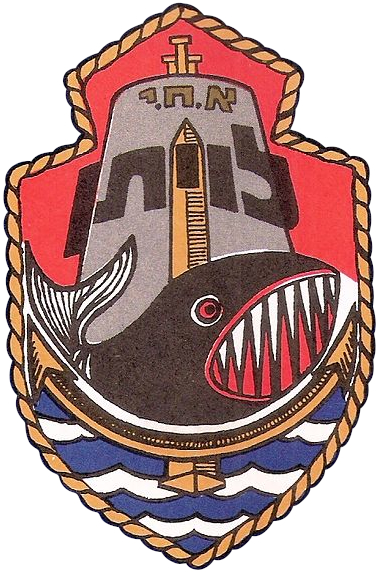
Simbolul iahtului „Liviatan” al soților Barkai

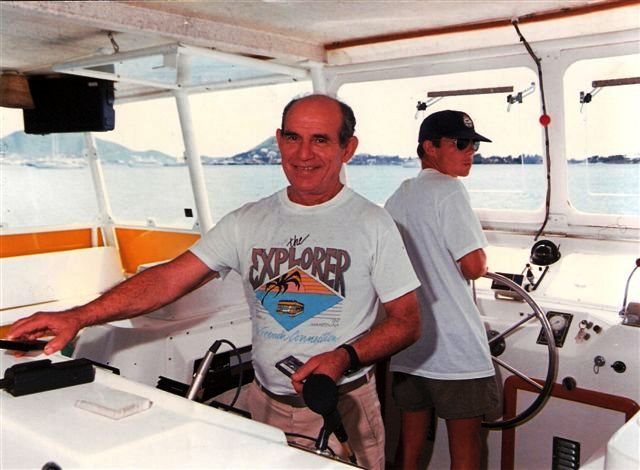
În 1996, Barkai la cârma unui vapor de agrement în portul antilez Sint Maarten

După pensionarea din armată, Barkai s-a dedicat hobby-ului său dinainte, iahtingul și împreună cu soția sa, Rahel, a plecat în Grecia unde au construit un yacht numit „Liviatan” (în ebraică „balenă”). În anul 1981 s-a angajat în flota comercială. În ciuda marii sale experiențe în navigație, a fost angajat cu un grad inferior ca ofițer de gardă și cu timpul a primit autorizația de căpitan de navă.  A servit pe vaporul „Dalia” și apoi pe vaporul „Maklef”.
Iarna a lucrat in flota comerciala, iar vara a petrecut împreună cu soția pe iahtul pe care l-au construit. 
În anul 1990 cei doi au traversat cu iahtul Oceanul Atlantic, ajungând în insulele caraibe și Venezuela.În drum spre Statele Unite au oprit pe insula Sint Maarten din Antilele Olandeze, rămânând acolo vreme de patru ani. În această perioadă s-au ocupat cu organizarea de vapoare turistice și de excursii ghidate.
În 1995 Barkai si sotia au revenit in Israel, la inceputul anului 1999 el s-a îmbolnăvit de o formă de cancer și a urmat tratamente chemoterapice. Comandantul flotilei de vedete purtatoare de rachete din acea vreme, Hezi Meshita, l-a invitat să facă parte din colectivul însărcinat cu actualizarea teoriei de luptă integrată a flotei militare. 

### Împrejurările morții

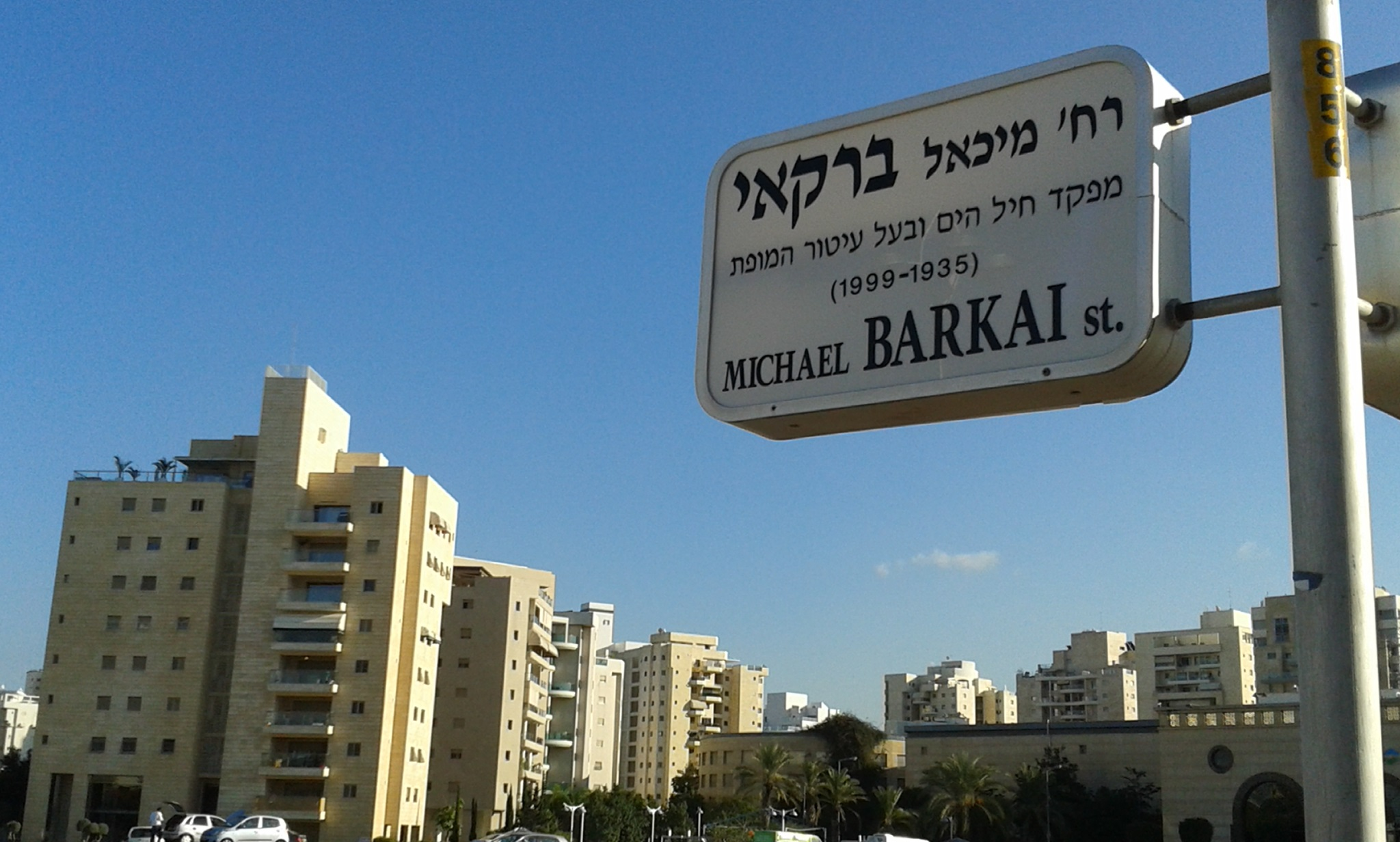
Tabliță cu numele străzii Michael Barkai din Holon, în Israel

Vineri 28 mai 1999 comandantul flotei militare, generalul Alex Tal, a sosi la casa lui Barkai si i-a dus vestea ca echipa americană de căutari a descoperit resturile submarinului Dakar - în care și-a găsit moartea fratele său, Bumi Barkai, cu 31 ani în urmă. Submarinul a fost găsit la o adâncime de 3 km în drumul spre Israel. Barkai nu acceptase în trecut toate speculațiile în legătură cu submarinul și era convins că acesta s-a scufundat în drumul spre Israel.
El era realist și știa că perspectiva de a-l descoperi este foarte limitată și era de părere că nu e nevoie de a tulbura odihna veșnică a marinarilor căzuți.
Barkai știa ca este grav bolnav, și că îl aștepta o grea suferință. În ziua următoare el s-a sinucis prin împușcare.

### In memoriam
- O stradă în „cartierul generalilor”  din orașul Holon îi poartă numele